# آب یون‌زدوده

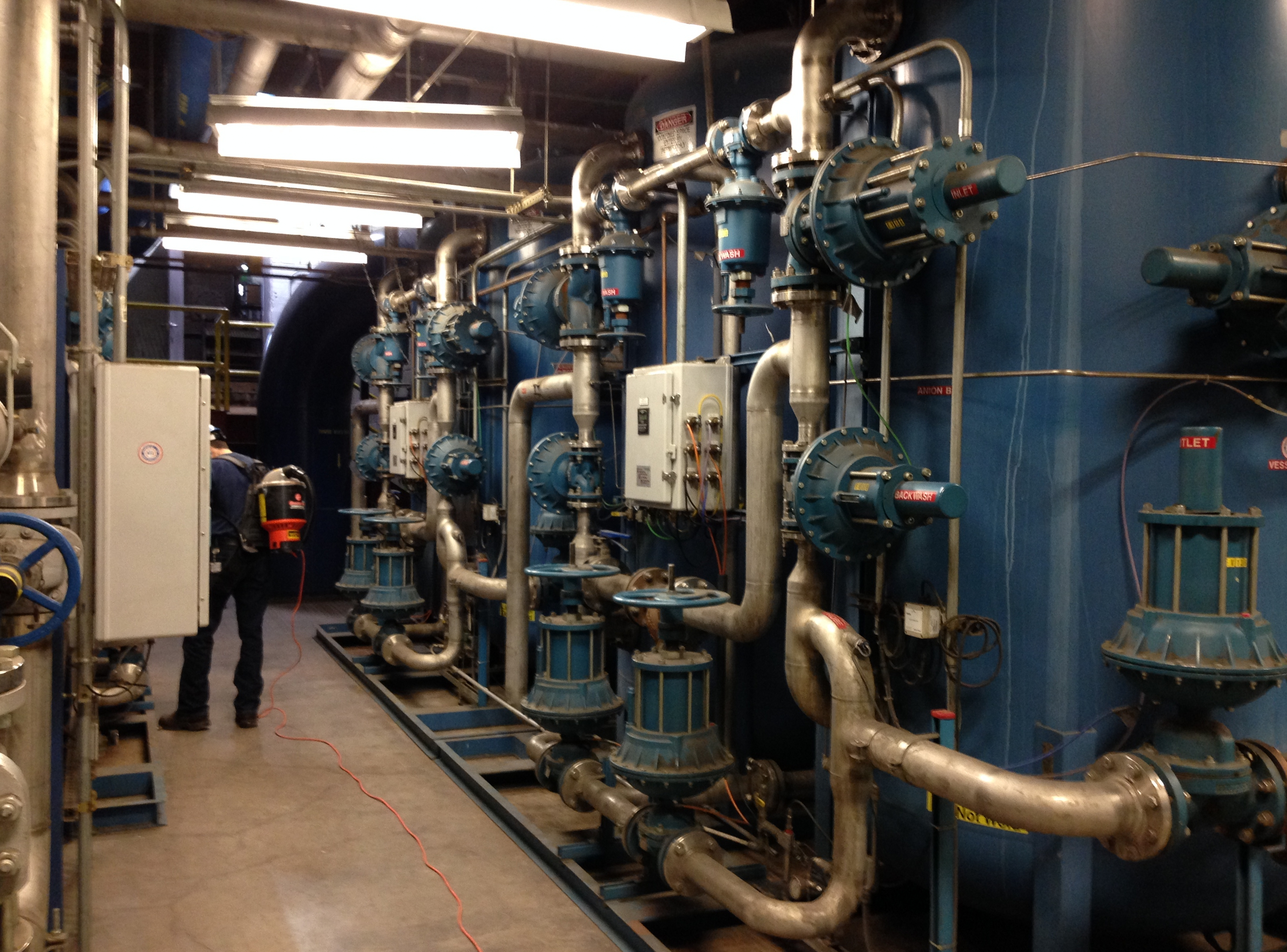
سیستم تبادل یونی آنیون/کاتیونی بزرگ که برای تأمین آب تغذیه دیگ به کار می‌رود

آب دی یونیزه یا آب یون زدایی شده یا آب یون‌زدوده: آبی است که تقریباً تمام یون‌های معدنی آن حذف شده‌است، مانند کاتیون‌هایی از قبیل سدیم، کلسیم، آهن و مس و آنیون‌هایی مانند کلرید و سولفات. یون زدایی یک فرایند شیمیایی است که با استفاده از رزین‌های تبادل یونی، هیدروژن و یون‌های هیدروکسید را با مواد معدنی محلول مبادله می‌کنند و پس از آن دوباره ترکیب می‌شوند تا مولکول‌های آب را تشکیل دهند. en:Purified water#Deionization از آنجا که بیشتر ناخالصی‌های غیرمولد آب نمکهای محلول هستند، یون زدایی باعث تولید آب بسیار خالص می‌شود که عموماً شبیه آب مقطر است و مزیت آن این است که فرایند سریعتر انجام می‌شود و رسوب نمی‌بندد. با این حال، یون زدایی به‌طور مناسبی مولکول‌های آلی بدون بار، ویروس‌ها یا باکتری‌ها را حذف نمی‌کند، مگر اینکه به صورت تصادفی در رزین به دام افتاده باشند. رزین‌های قوی آنیون پایه خاص می‌توانند باکتری‌های گرم منفی را حذف کنند. یون زدایی می‌تواند به‌طور مداوم و ارزان با استفاده از الکترودیونازیسیون انجام شود.
سه نوع یون زدایی وجود دارد: جریان هم جهت، جریان مخالف و بستر مختلط.

## کاربرد
آب یون زدوده به صورت گسترده در صنایع داروسازی و صنایع آرایشی و بهداشتی در ساخت داروها و محصولات آرایش و بهداشتی به عنوان حامل، حلال و حجیم‌کننده استفاده می‌شود. همچنین شکل‌های استریلیزه آن در آماده کردن یا رقیق کردن برخی داروهای تزریقی پیش از تزریق استفاده می‌شود.